# DVD+R DL
DVD+R DL（DL代表雙層）或DVD+R9，昰由DVD+RW聯盟所開發出來的雙層燒錄光碟，是DVD+R的衍生格式，容量為8.5GB，可以直接複製DVD-9光碟。此規格只能在DVD+R DL或Super Multi燒錄機上讀寫。現在大部份DVD播放機都已可支援DVD+R DL光碟之播放。